# Grosphus madagascariensis
Espèce
Synonymes
- Scorpio madagascariensis Gervais, 1843
- Buthus piceus Pocock, 1889
- Buthus lobidens Pocock, 1889

Grosphus madagascariensis est une espèce de scorpions de la famille des Buthidae.

## Distribution
Cette espèce est endémique de Madagascar.

## Description
Grosphus madagascariensis mesure de 45 à 60 mm.

## Systématique et taxinomie
Cette espèce a été décrite sous le protonyme Scorpio madagascariensis par Gervais en 1843. Elle est placée dans le genre Grosphus par Simon en 1880.

## Étymologie
Son nom d'espèce, composé de madagascar(i) et du suffixe latin -ensis, « qui vit dans, qui habite », lui a été donné en référence au lieu de sa découverte, Madagascar.

## Publication originale
- Gervais, 1843 : « Les principaux résultats d’un travail sur la famille des Scorpions. » Société philomathique de Paris. Extraits des procès-verbaux des séances, vol. 5, no 7, p. 129−131 (texte intégral).